# TV 2 (Norge)
För andra betydelser, se TV2.
Norska TV 2 är en kommersiell TV-kanal som började sända i september 1992 efter att 1991 ha blivit tilldelad licens. De har sitt huvudkontor i Bergen. Kända tv-shower är Idol, norsk version av The X Factor, Skal vi danse (Let's Dance), Hver gang vi møtes (Så mycket bättre), Allsång på gränsen (Allsång på Skansen), Jakten på kjærligheten (Bonde söker fru) och Hotel Cæsar (Hotel Seger).
Ett betalabonnemang krävs för att titta på kanalen.

## Historia

TV 2:s gamla logotyp fram till 2021.

24 oktober 1994 startade kanalen TV-morgonprogrammet "God morgen Norge" som första morgonprogram i Norge och andra i Norden.